# Filthy Rich
Filthy Rich (titulada Asquerosamente ricos en España) es una serie de televisión de drama estadounidense, que fue ordenada por Fox en mayo de 2019. La serie está basada en la serie neozelandesa del mismo nombre, y fue estrenada el 21 de septiembre de 2020. En octubre de 2020, la serie fue cancelada después de una temporada. El resto de los episodios siguieron emitiéndose durante su horario normal hasta el final del 30 de noviembre de 2020.

## Sinopsis
Descrita como un «drama familiar gótico en el que la riqueza, el poder y la religión chocan con resultados escandalosamente jabonosos», la serie se centra en una familia sureña mega-rica que ganó su dinero con una cadena de televisión cristiana, y cuyo repentino fallecimiento de su fundador en un accidente de avión hace que salgan tres miembros más de la familia (que él había escrito en su testamento debido a tener aventuras con diferentes mujeres), que heredarán el imperio por sus propias razones.

## Elenco

### Principal
- Kim Cattrall como Margaret Monreaux, la anfitriona y cofundadora de Sunshine Network, que está decidida a controlar el negocio por todos los medios necesarios.
- Melia Kreiling como Ginger Sweet, una hija vengativa de una camarera de Las Vegas y uno de las hijas ilegítimas de Eugene, que se interpone en el camino de los planes de Margaret para sacarla a ella, Antonio y Jason del negocio.
- Steve Harris como Franklin Lee, un abogado contratado por los Monreaux para manejar los asuntos legales después de la muerte de Eugene.
- Aubrey Dollar como Rose Monreaux, una diseñadora de moda que intenta distanciarse de su madre.
- Corey Cott como Eric Monreaux, el vicepresidente de Sunshine Network y aspirante a heredero del negocio de su padre.
- Benjamin Levy Aguilar como Antonio Rivera, un padre soltero y boxeador, y uno de los hijos ilegítimos de Eugene.
- Mark L. Young como Jason Conley, un cultivador de marihuana de Colorado que también es uno de los hijos ilegítimos de Eugene, y tiene una agenda diferente que se guarda para sí mismo.
- Olivia Macklin coo Becky Monreaux, La presumida esposa de Eric.
- Aaron Lazar como el Reverendo Paul Luke Thomas, un querido, popular, influyente y muy ambicioso televangelista que está decidido a ser la próxima estrella emergente de la cadena.
- Gerald McRaney como Eugene Monreaux, El esposo del ministro de Margaret que fundó Sunshine Network, y cuya muerte reveló su vida secreta.

### Recurrente
- Deneen Tyler como Norah Ellington
- Aqueela Zoll como Rachel
- Rachel York como Tina Sweet
- Alanna Ubach como Yopi Candalaria
- Lawrence Turner como Casper
- Annie Golden como Ellie
- Travis Howard como el Hermano Corley
- Jared Bankens como Augie
- Mason Beauchamp como TK
- Joe Solana Simon como Coma Jason
- Lo Graham como la joven Margaret
- Gabriel Yarborough como el joven Franklin
- Jeff Pearson como el joven Eugene

### Invitado
- Juliette Lewis como Juliette
- Gia Carides como Veronica

## Episodios
| N.º | Título               | Dirigido por    | Escrito por                                                       | Fecha de emisión original | Código de prod. | Audiencia (millones) |
| --- | -------------------- | --------------- | ----------------------------------------------------------------- | ------------------------- | --------------- | -------------------- |
| 1 | «Pilot»              | Tate Taylor     | Guion de: Tate Taylor                                             | 21 de septiembre de 2020  | 1BWJ01          | 3,03                 |
| La muerte de Eugene Monreaux, fundador y presidente de la cadena teleevangelista Sunshine Network, en un accidente aéreo revela su testamento secreto, que ordena que se conceda una parte igualitaria de la empresa no sólo a su hijo Eric y a su hija Rose, sino también a tres hijos ilegítimos que tuvo en vida. Margaret Monreaux, su viuda, hace que su abogado Franklin Lee se ponga en contacto con los tres hijos: el cultivador de marihuana Jason Conley, el boxeador Antonio Rivera y la productora de videos para adultos Ginger Sweet, con una oferta: Un millón de dólares cada uno a cambio de sus prometidas acciones en la empresa. Jason y Antonio aceptan el trato, pero Ginger se atrinchera y exige más. Margaret también decide nombrarse a sí misma presidenta de Sunshine Network en lugar de Eric, abriendo una brecha entre ellos. Franklin le da a Ginger una carta supuestamente escrita por Eugene confesando cuánto la amaba, pero ella se da cuenta de que es falsa y llama a Luke Taylor, un reportero que le dio su tarjeta antes, para contarle la historia de la infidelidad de Eugene. Sin embargo, Margaret, habiendo sido advertida por Antonio, se adelanta a ella dando públicamente la bienvenida a los hijos de Eugene a la familia Monreaux. Eugene se despierta para descubrir que sobrevivió al accidente. |                      |                 |                                                                   |                           |                 |                      |
| 2 | «John 3:3»           | Tate Taylor     | Abe Sylvia                                                        | 28 de septiembre de 2020  | 1BWJ02          | 2,14                 |
| Margaret cambia su acuerdo con Ginger y Antonio; ambos recibirán 10.000 dólares de subsidio por semana. Antonio es contratado como miembro de la seguridad de Margaret, pero Ginger usa el dinero para traer su estudio a Nueva Orleans. Franklin se reúne con Luke, quien le advierte que el «accidente» de Eugene podría haber sido planeado. La admisión pública de la infidelidad de su esposo por parte de Margaret daña la campaña de reclutamiento para la nueva operación de venta al por menor online de la Sunshine Network. Desesperada, se dirige al reverendo Thomas, quien le pide que le deje bautizar a Ginger en su programa y que ponga a Eric a cargo de las «Misiones Sunny» de la cadena. Rose es enviada a Colorado para encontrar a «Jason», que resulta ser su hermano Mark; además, su madre admite que Eugene no es padre de ninguno de sus hijos. Rose perdona a Mark y lo invita a seguir viviendo con su familia como Jason cuando le explica que sólo hizo lo que hizo para pagar las facturas del hospital de su hermano. Ginger sabotea su bautismo convirtiéndolo en una promoción para su estudio. Eugene es rescatado por un ermitaño del pantano que lo envía a un viaje para redimir sus pecados antes de que pueda volver con su familia. |                      |                 |                                                                   |                           |                 |                      |
| 3 | «Psalm 25:3»         | Jann Turner     | Blair Singer                                                      | 5 de octubre de 2020      | 1BWJ03          | 1,63                 |
| 4 | «Romans 8:30»        | Tate Taylor     | Sheri Holman                                                      | 19 de octubre de 2020     | 1BWJ04          | 1,71                 |
| 5 | «Proverbs 20:6»      | Howie Deutch    | Gerald Cuesta & C.A. Johnson                                      | 26 de octubre de 2020     | 1BWJ05          | 1,39                 |
| 6 | «Hebrews 9:15»       | Tate Taylor     | Rhett Rossi & Nina Stiefel                                        | 2 de noviembre de 2020    | 1BWJ06          | 1,10                 |
| 7 | «2 Corinthians 3:17» | Howie Deutch    | Bryan Goluboff                                                    | 9 de noviembre de 2020    | 1BWJ07          | 1,19                 |
| 8 | «James 4:1»          | Christina Voros | Sheri Holman                                                      | 16 de noviembre de 2020   | 1BWJ08          | 1,16                 |
| 9 | «Romans 12:21»       | Billie Woodruff | Gerald Cuesta & Blair Singer                                      | 23 de noviembre de 2020   | 1BWJ09          | 1,20                 |
| 10 | «1 Corinthians 3:13» | Tate Taylor     | Guion de: Sheri Holman & Bryan Goluboff Historia de: Sheri Holman | 30 de noviembre de 2020   | 1BWJ10          | 1,27                 |
| Margaret anuncia el inminente lanzamiento del Sunshine Club, mientras que los gráficos en pantalla muestran más de 30 millones de miembros. Le da a Antonio y Mark asientos en la junta directiva, pero evita a Ginger que rechazó las acciones en el negocio y en su lugar hizo una compra en efectivo para invertir en el negocio de ropa de Rose. Rose planea casarse con Mark, pero no lo hace después de que Margaret revele otro asombroso secreto del pasado de Mark. Un Eric conflictivo confiesa a la policía que vio morir a Luke Taylor, pero Luke entra pronto en la habitación, muy vivo. Confiesa que es un agente del FBI, no un reportero, y le dice a Eric que el de las 18:20 es mucho más grande que los tres conocidos inversores de Sunshine Network. A cambio de su libertad, quiere que Eric lleve un micrófono alrededor de su familia. La historia de fondo de Franklin se revela aún más, mostrando que la madre de Eugene aceptó cuidarlo siempre después de su asalto a manos de Eugene y sus amigos. En el presente, Franklin le dice a Norah que tiene un importante patrimonio neto y planea retirarse, principalmente para distanciarse de la familia Monreaux. Eugene se revela a más miembros de la familia, y finalmente se presenta en la casa del campamento de Monreaux a la vista de Margaret y otros. Deja caer un aturdidor más, declarando que tiene un sexto hijo: La hija pequeña de Becky. Proclamando que ha dado sus acciones a Ginger y renunciado a todas sus posesiones mundanas, sólo pide la casa para tener un lugar donde criar a su hijo recién nacido. Después de que Eugene se va, Franklin ayuda a Margaret a quemar la casa. |                      |                 |                                                                   |                           |                 |                      |

1. ↑  «John 3:3» fue lanzado el 22 de septiembre de 2020, en fox.com y Hulu.[11]
2. ↑  «Psalm 25:3» fue lanzado el 22 de septiembre de 2020, en fox.com y Hulu.[11]

## Producción

### Desarrollo
El 19 de diciembre de 2018 se anunció que Fox había ordenado la producción del piloto de la serie y fue escrito por Tate Taylor, que también sirve como productor ejecutivo. Las compañías de producción involucradas en el piloto incluyen Imagine Television, Wyolah Films, Fox Entertainment, y la propiedad de Disney 20th Century Fox Television. El 9 de mayo de 2019, se anunció que Fox, había ordenado la producción de la serie. Se suponía que la serie se estrenaría en otoño de 2019. Debido a conflictos de programación para el productor ejecutivo Tate Taylor, la serie se retrasó hasta la primavera de 2020. Sin embargo, fue movido al horario de otoño para la temporada de televisión 2020–21 debido a la pandemia por COVID-19. El 30 de octubre de 2020, Fox canceló la serie después de una temporada. El resto de los episodios continuaron emitiéndose durante su horario normal hasta el 30 de noviembre de 2020.

### Casting
En febrero de 2019, se anunció que Kim Cattrall se había unido al elenco principal para el piloto. También se anunciaron que Aubrey Dollar, Benjamin Levy Aguilar, Corey Cott y Mark L. Young se habían unido al elenco principal para el piloto. En marzo de 2019, se anunció que Gerald McRaney se había unido al elenco de la serie. Junto con el anuncio de la producción del piloto, en marzo de 2019 se anunció que Steve Harris, Melia Kreiling, David Denman y Olivia Macklin se habían unido al elenco de la serie. El 11 de mayo de 2019, se anunció que Denman, que originalmente había sido elegido para interpretar el papel principal masculino junto a Cattrall en la serie, había salido de la serie. El 13 de septiembre de 2019, se anunció que Aaron Lazar se había unido al elenco interpretando al Reverendo Paul Luke Thomas, reemplazando a Denman y Steven Pasquale.

## Lanzamiento

### Marketing
El 13 de mayo de 2019, Fox lanzó el primer tráiler oficial de la serie. La serie estrenó el 21 de septiembre de 2020 en Fox.

### Distribución
En Canadá, la serie se estrenó en CTV el 21 de septiembre de 2020. En España, la serie se estrenará el 15 de octubre de 2020 en Fox Life.

## Recepción

### Críticas
En Rotten Tomatoes la serie tiene un índice de aprobación del 62%, basado en 13 reseñas, con una calificación promedio de 6.55/10. El consenso crítico del sitio dice, «Kim Cattrall brilla, pero Filthy Rich no es ni asqueroso ni rico como para cumplir sus aspiraciones jabonosas». En Metacritic, tiene puntaje promedio ponderado de 54 sobre 100, basada en 14 reseñas, lo que indica «críticas mixtas o medias».

### Audiencias
| N.º | Título               | Fecha de emisión         | ÍA/CP (18–49) | Audiencia (millones) | DVR (18–49) | Audiencia DVR (millones) | Total (18–49) | Audiencia total (millones) |
| --- | -------------------- | ------------------------ | ------------- | -------------------- | ----------- | ------------------------ | ------------- | -------------------------- |
| 1   | «Pilot»              | 21 de septiembre de 2020 | 0,5/3         | 3,03                 | 0,2         | 1,40                     | 0,7           | 4,43                       |
| 2   | «John 3:3»           | 28 de septiembre de 2020 | 0,3/2         | 2,14                 | 0,2         | 1,07                     | 0,5           | 3,21                       |
| 3   | «Psalm 25:3»         | 5 de octubre de 2020     | 0,3/2         | 1,63                 | —           | —                        | —             | —                          |
| 4   | «Romans 8:30»        | 19 de octubre de 2020    | 0,4/2         | 1,71                 | 0,3         | 1,12                     | 0,7           | 2,83                       |
| 5   | «Proverbs 20:6»      | 26 de octubre de 2020    | 0,3/2         | 1,39                 | 0,2         | 0,97                     | 0,5           | 2,36                       |
| 6   | «Hebrews 9:15»       | 2 de noviembre de 2020   | 0,3/1         | 1,10                 | 0,2         | 1,04                     | 0,5           | 2,14                       |
| 7   | «2 Corinthians 3:17» | 9 de noviembre de 2020   | 0,3/1         | 1,19                 | 0,1         | 0,88                     | 0,4           | 2,05                       |
| 8   | «James 4:1»          | 16 de noviembre de 2020  | 0,2/1         | 1,16                 | 0,2         | 0,72                     | 0,4           | 1,92                       |
| 9   | «Romans 12:21»       | 23 de noviembre de 2020  | 0,3/1         | 1,20                 | —           | —                        | —             | —                          |
| 10  | «1 Corinthians 3:13» | 30 de noviembre de 2020  | 0,3           | 1,27                 | 0,2         | 0,83                     | 0,5           | 2,10                       |